# 石垣港
石垣港（いしがきこう）は、沖縄県石垣市にある重要港湾である。港湾管理者は石垣市。日本最南端の重要港湾であり、八重山列島の人や物の交流の中心となっている。
沖縄県内や日本各地からの八重山列島への物資集散地としての役割や、行き来する旅客の拠点としての役割を果たしている。かつては互いに国交のない中華人民共和国と台湾（中華民国）との貿易の際の一時寄港目的での利用（クリアランス船）も盛んであったが、増加していたクリアランス目的の利用は、2008年に中台間での三通が解禁されたことを受けて減少に転じている。
石垣島のほぼ南端にある港であり、竹富町役場石垣庁舎、石垣市民会館、石垣市立図書館など主要公共施設のほか、石垣市の繁華街とも近い。かつては石垣市役所、沖縄県立八重山病院（いずれも旧石垣空港跡地に移転）も近隣に所在した。
かつては国鉄小荷物連絡輸送（チッキ）の連帯輸送のための国鉄手小荷物駅に指定されていた。

## 歴史
- 1872年（明治5年） - 汽船万年丸が寄港（事実上の開港）[10]。
- 1924年（大正13年） - 木造桟橋が建設される[10]。
- 1933年（昭和8年） - 台風により木造桟橋が被災する[10]。
- 1935年（昭和10年） - コンクリート桟橋を築造し、20tまでの船舶が接岸可能になる[10]。
- 1954年（昭和29年） - 琉球政府の重要港湾に指定される[10]。
- 1960年（昭和35年） - 本格的な港湾施設の建設に着手する[10]。
- 1963年（昭和38年） - 港湾施設が完成[10]。
- 1965年（昭和40年） - 3,000t級岸壁1バース、1,000t級岸壁1バース、500t級岸壁3バースが完成[10]。
- 1972年（昭和47年） - 本土復帰に伴い、国の重要港湾に指定される[10]。
- 1981年（昭和56年） - 竹富南航路供用開始[10]。
- 1993年（平成5年） - サザンゲートブリッジの供用を開始する[10]。
- 2004年（平成16年） - 耐震岸壁 (-9.0m) の供用を開始する[10]。
- 2007年（平成19年）1月31日 - 離島ターミナルの供用を開始する[10]。
- 2018年（平成30年）7月16日 - 離島ターミナル（代表施設）、新港地区緑地（南ぬ浜ぱいぬはま町緑地公園）及び石垣港旅客船ターミナル（新港地区）が、「みなとオアシスいしがき」としてみなとオアシスに登録される[11]。

## 施設概要
石垣港は、以下の地区からなる。
- 新川地区
- 美崎町地区 - 離島行きの旅客船（高速船）が発着する離島ターミナル等がある。
- 登野城地区 - 離島行きの貨客船（フェリー）等が発着する八島フェリーターミナル（八島ふ頭）等がある。
- 浜崎町地区 - 港湾ターミナル、A-F岸壁、海上保安庁の専用埠頭[15]等がある。離島フェリー用のフェリーバースが計画されている。
  - 浜崎船だまり - 官公庁船、遊漁船等が発着する。
- 新港地区（南ぬ浜町） - 、外航クルーズ客船用の岸壁が整備中で、2018年（平成30年）4月21日に暫定供用されている[16]。また、人工ビーチが整備されている[17]。陸上交通ではサザンゲートブリッジによって本土の八島町からアクセスする[18]。

主に、旅客船（高速船）は美崎町地区の離島ターミナル、貨客船（フェリー）は登野城地区の八島ふ頭に発着する。大型クルーズ船は新港地区（南ぬ浜町）のクルーズ船専用岸壁に発着する。
以下では、航路については、旅客営業を行う定期航路のみ記載（休廃止された航路は就航最終時点の情報を記載）。

### 美崎町地区

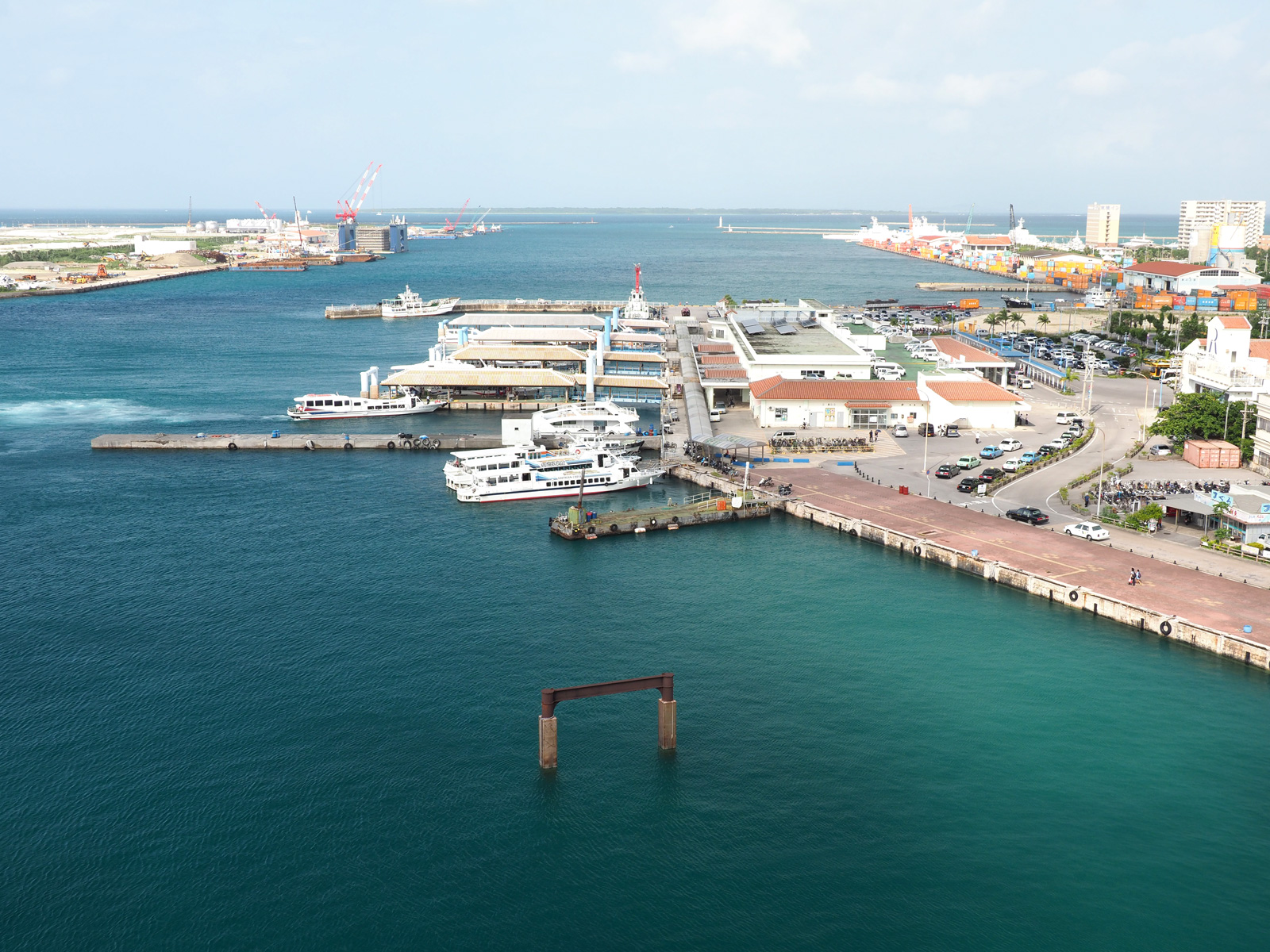
美崎町地区

#### 離島ターミナル
離島ターミナルには主に旅客船（高速船）が発着し、八重山列島各地への交通の拠点となっている。
- 安栄観光

- 竹富島（竹富東港）・小浜島（小浜港）・黒島（黒島港）・西表島（大原港・上原港）・波照間島（波照間港）・鳩間島（鳩間港）。
- 八重山観光フェリー

- 竹富島（竹富東港）・小浜島（小浜港）・黒島（黒島港）・西表島（大原港・上原港）・鳩間島（鳩間港）。
- 石垣島ドリーム観光（2018年4月以降、定期航路は運航休止中）[21]
- 波照間海運（2011年12月に運航を休止）[22][注 2]

- 波照間島（波照間港）

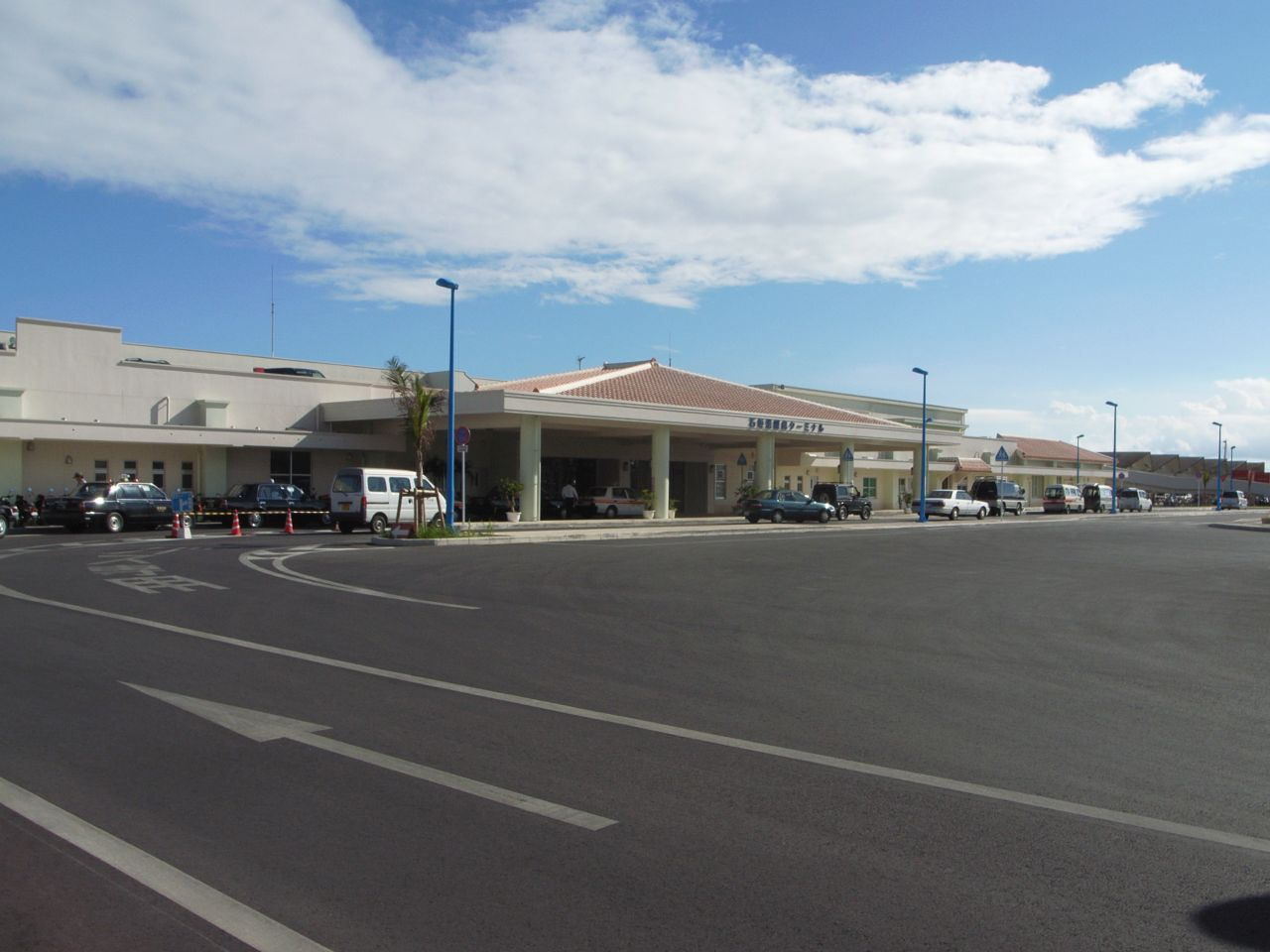
離島ターミナル（陸側から）
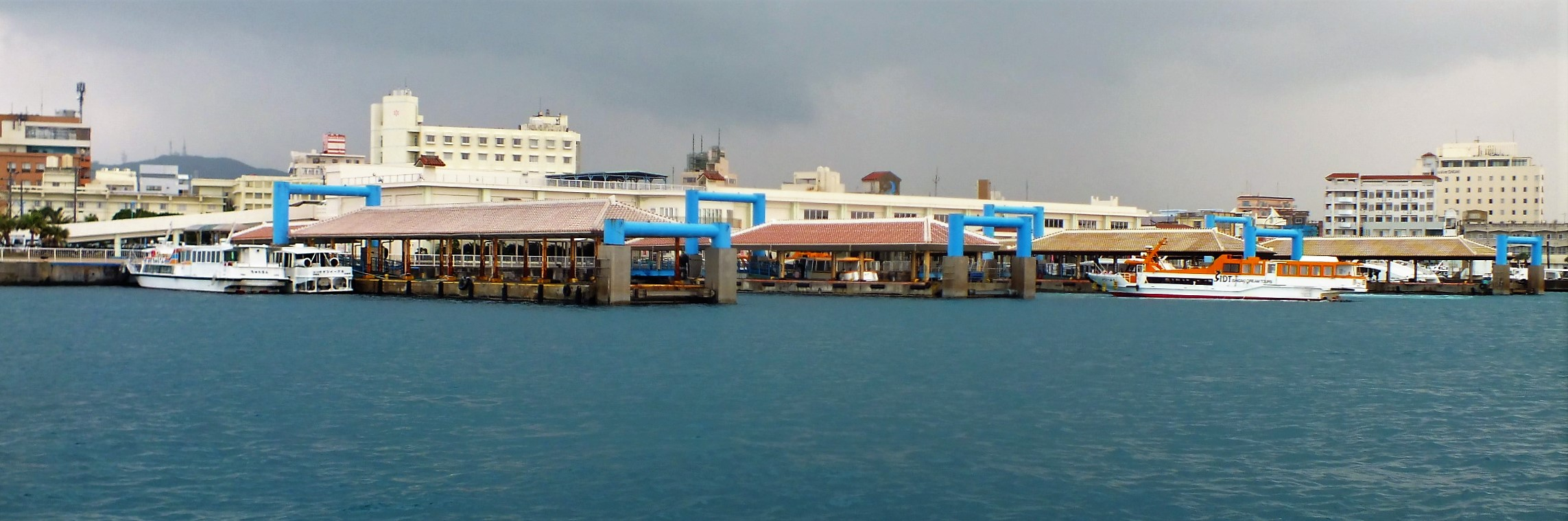
離島ターミナル（海側から）
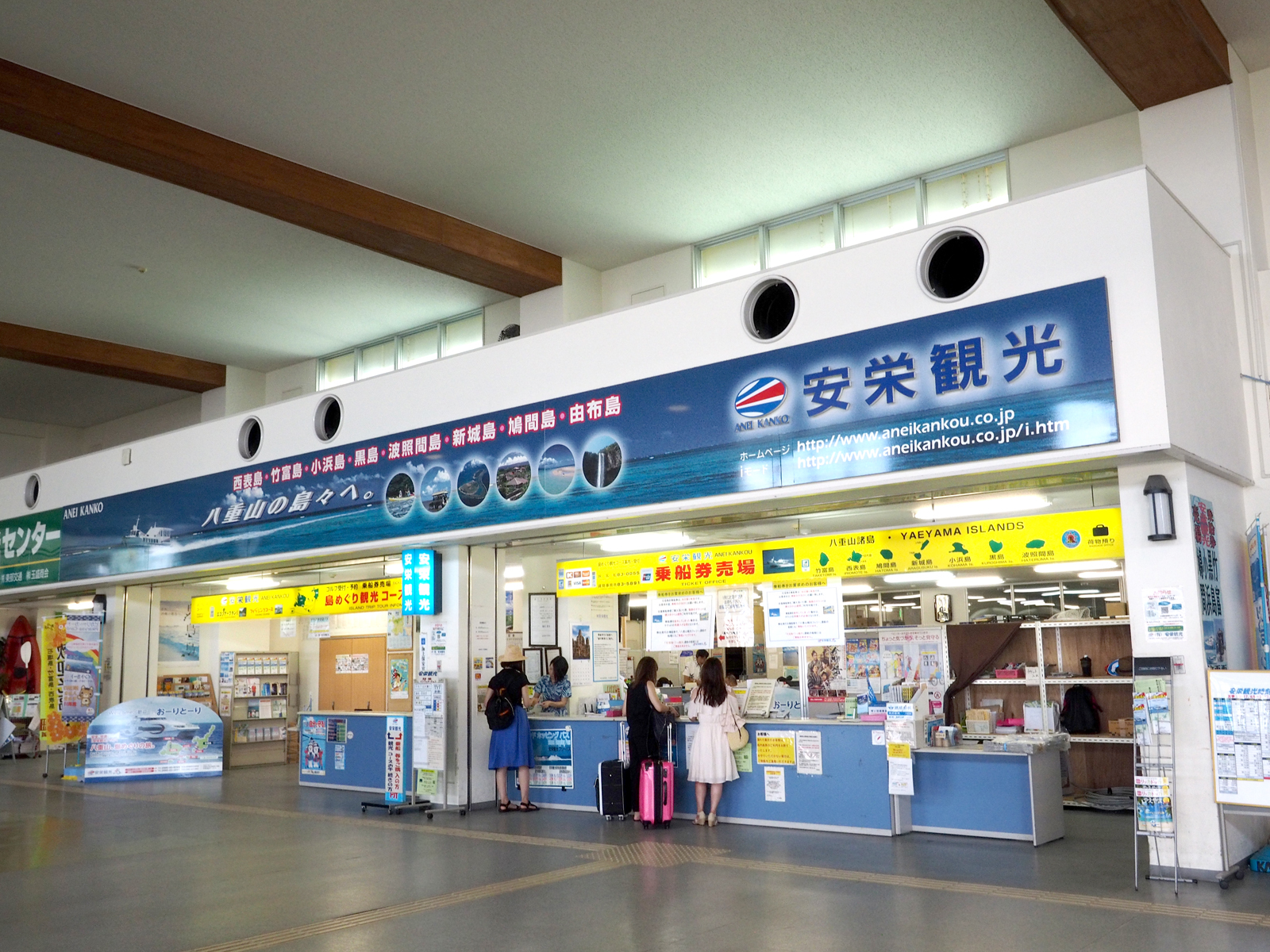
離島ターミナル内 安栄観光事務所
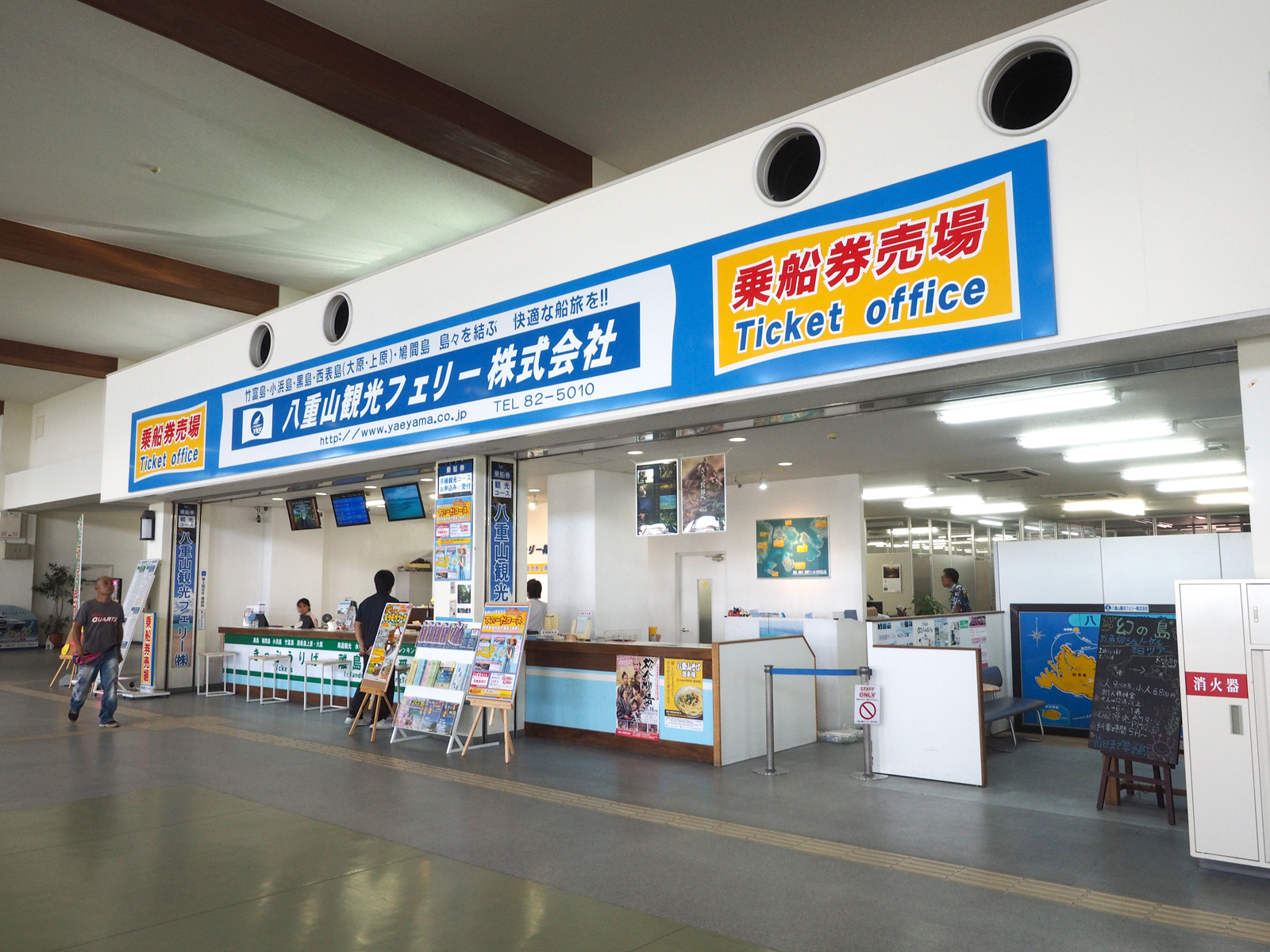
離島ターミナル内 八重山観光フェリー事務所
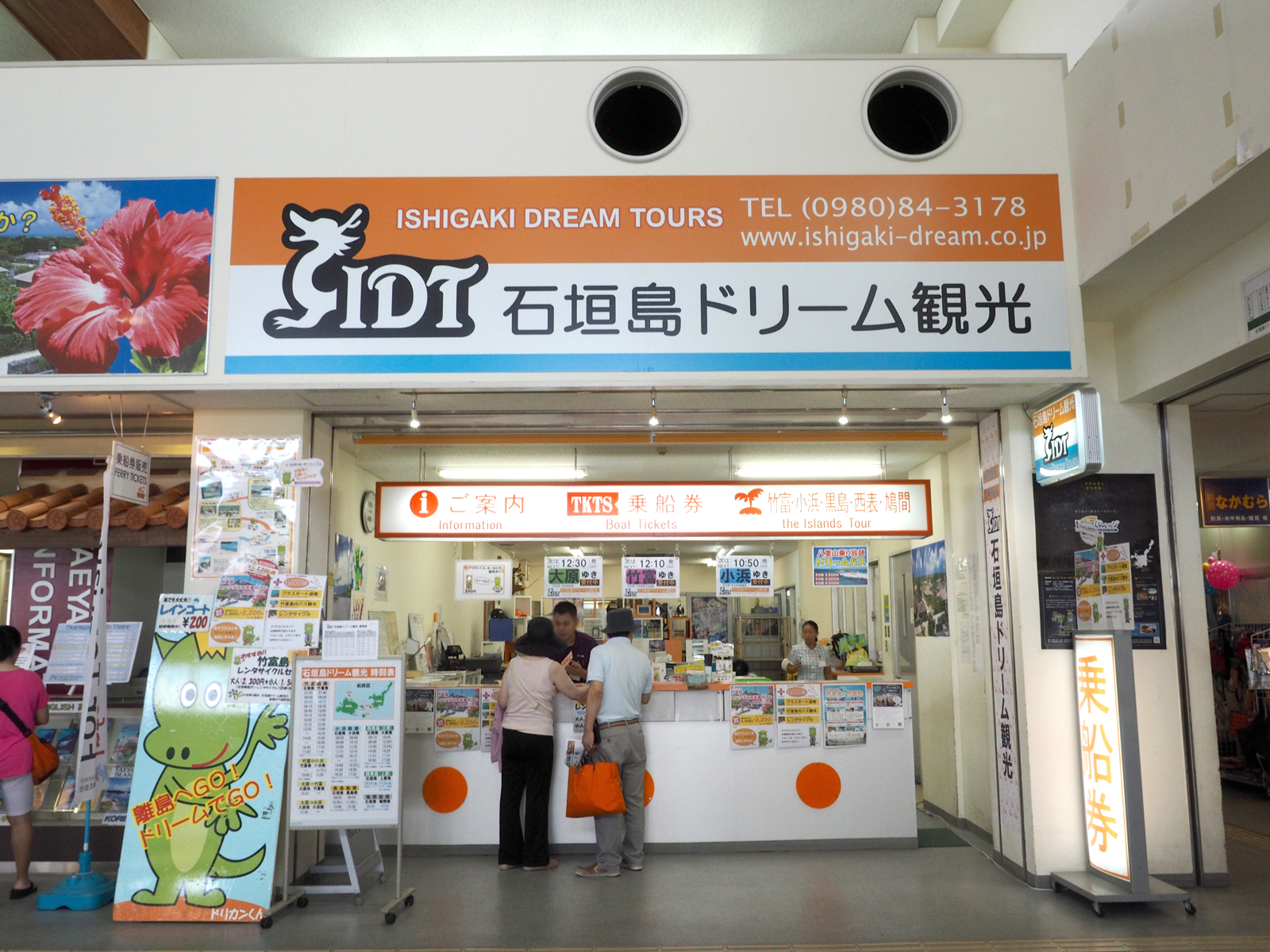
離島ターミナル内 石垣島ドリーム観光事務所

### 登野城地区

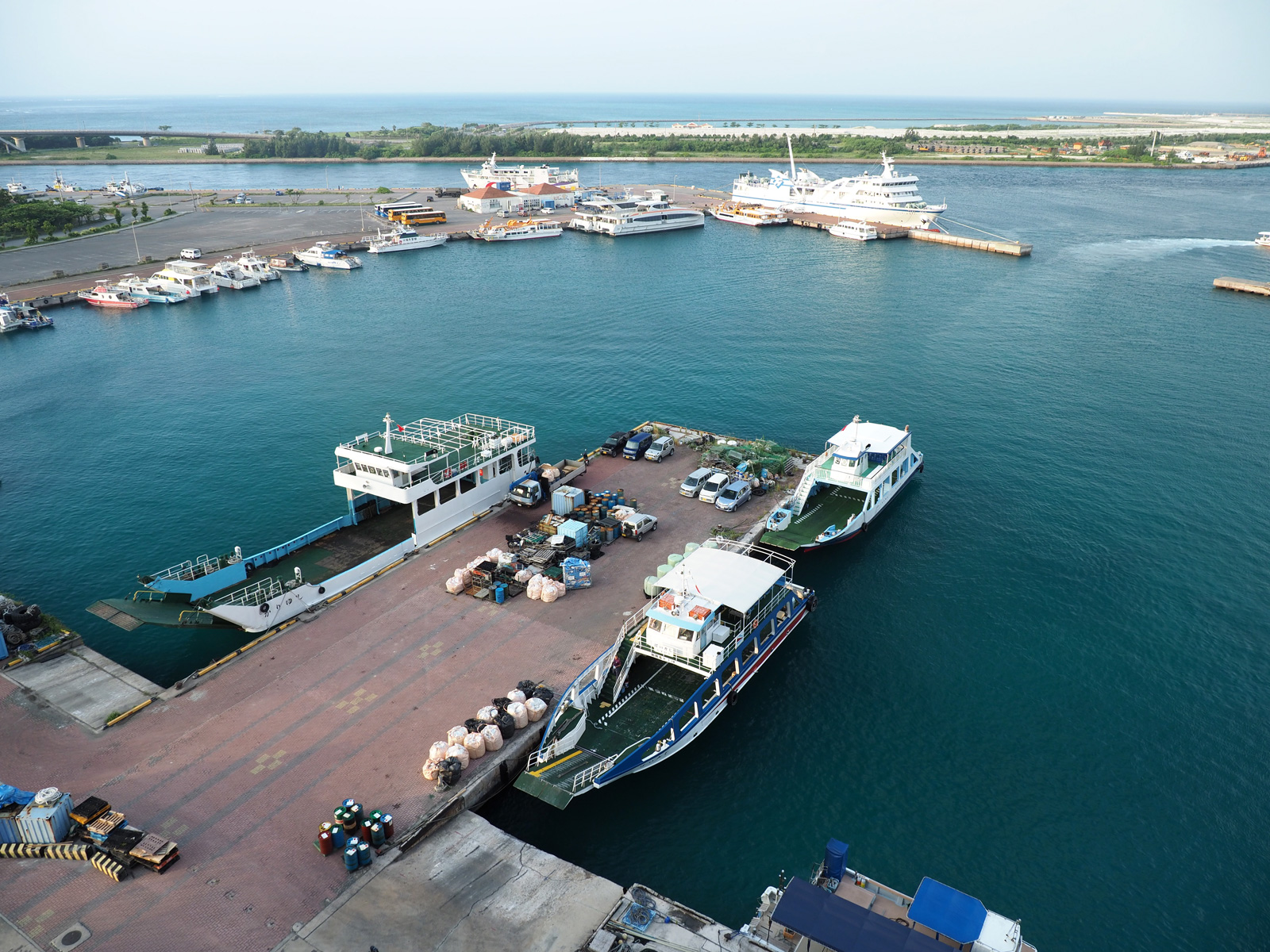
登野城地区（奥に波照間・与那国行きフェリー、手前に他の八重山列島内のフェリーが発着する）

#### 八島ふ頭
八島ふ頭は離島ターミナルの対岸に位置し、主に八重山列島内の定期航路の貨客船（フェリー）が発着する。沖縄の離島航路では、旅客船（高速船）を運航する際には貨物輸送ができる船舶の運航も義務づけられているため、各社が旅客船と同じ航路で貨客船（フェリー）の運航を行っている。波照間島行きのフェリーはてるま2及び与那国島行きのフェリーよなくには埠頭先端側の岸壁に、その他の八重山列島内の貨客船は旧離島桟橋南東側に発着。発券業務は、安栄観光及び八重山観光フェリーは旧離島桟橋南東側にあるそれぞれの貨物事務所で、福山海運は八島フェリーターミナル内の事務所で行っている。なお、八島ふ頭の機能は、2021年度に浜崎町地区の第4上屋海側岸壁隣接地で整備が進められている新たなフェリーバースに移転する予定である。
- 安栄観光

- ※離島ターミナルに発着する旅客船と同じ航路
- 八重山観光フェリー

- ※離島ターミナルに発着する旅客船と同じ航路
- 福山海運

- 与那国島（久部良港）
- 石垣島ドリーム観光（2018年4月以降、定期航路は運航休止中）

- 離島ターミナルに発着する旅客船の航路に加え、西表島（上原港）、鳩間島（鳩間港）
- 波照間海運（2012年6月に運航を休止）[32][注 3]。

- 波照間島（波照間港）

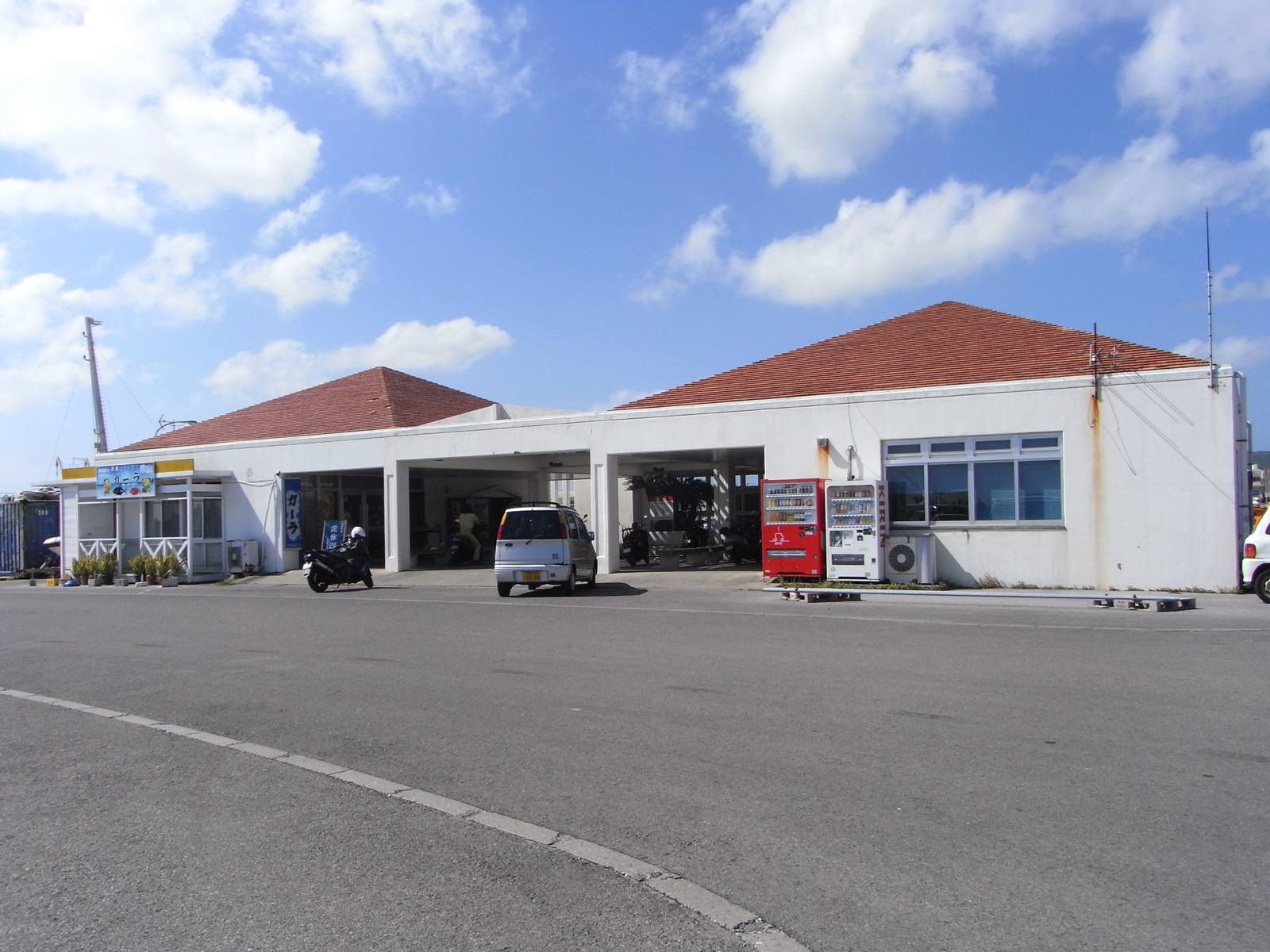
八島フェリーターミナル
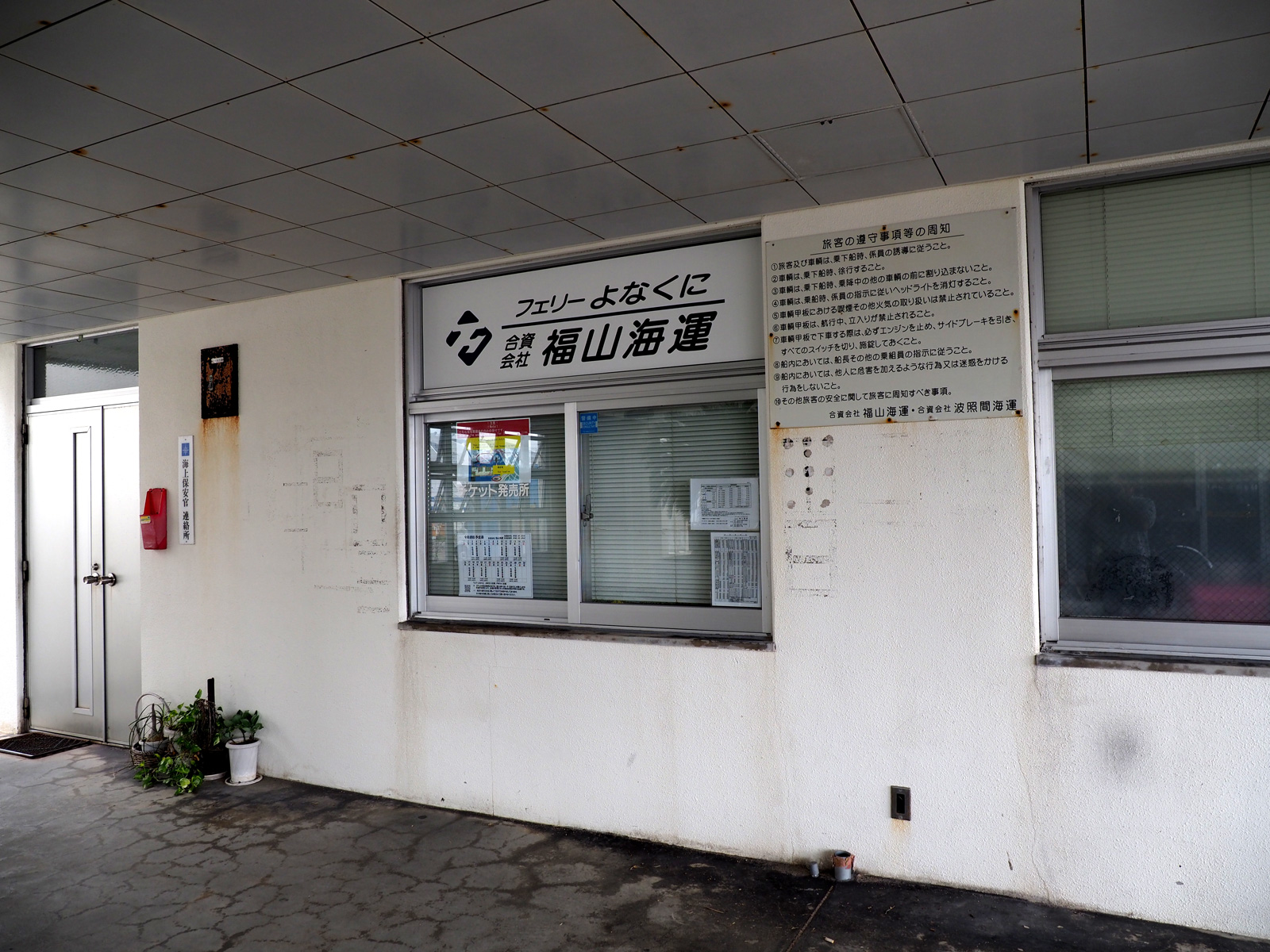
八島フェリーターミナル内 福山海運事務所
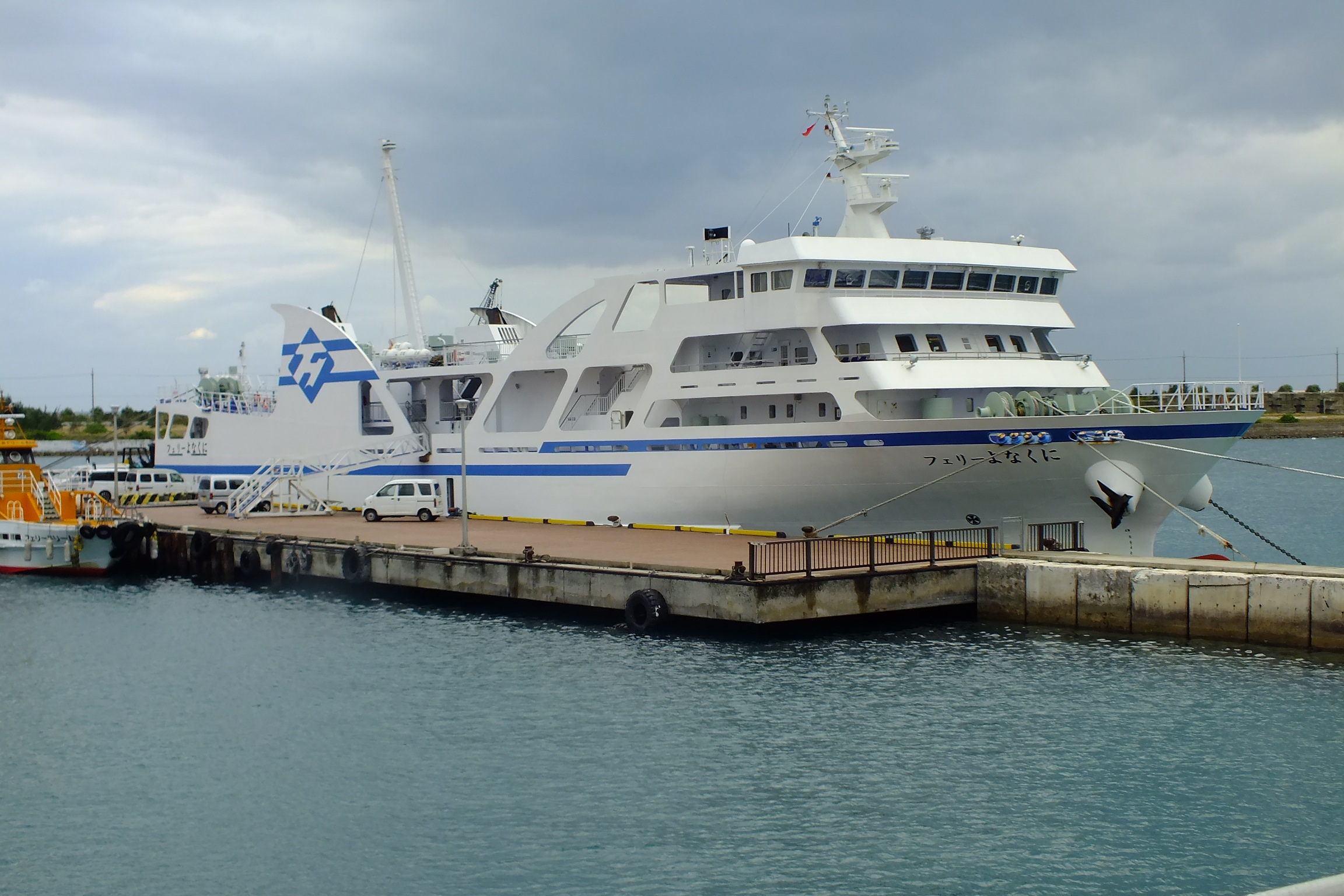
八島ふ頭に停泊する「フェリーよなくに」
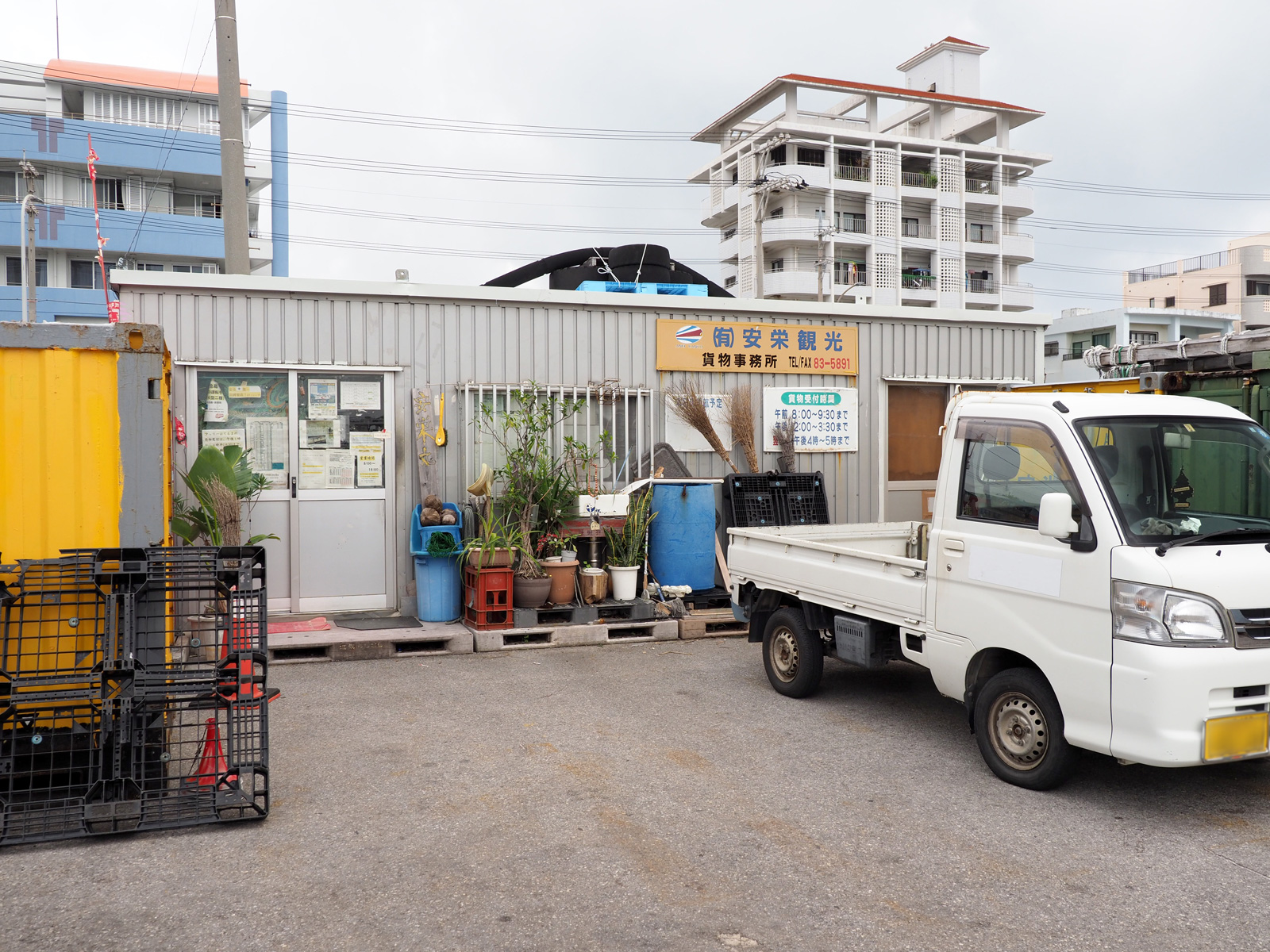
安栄観光貨物事務所
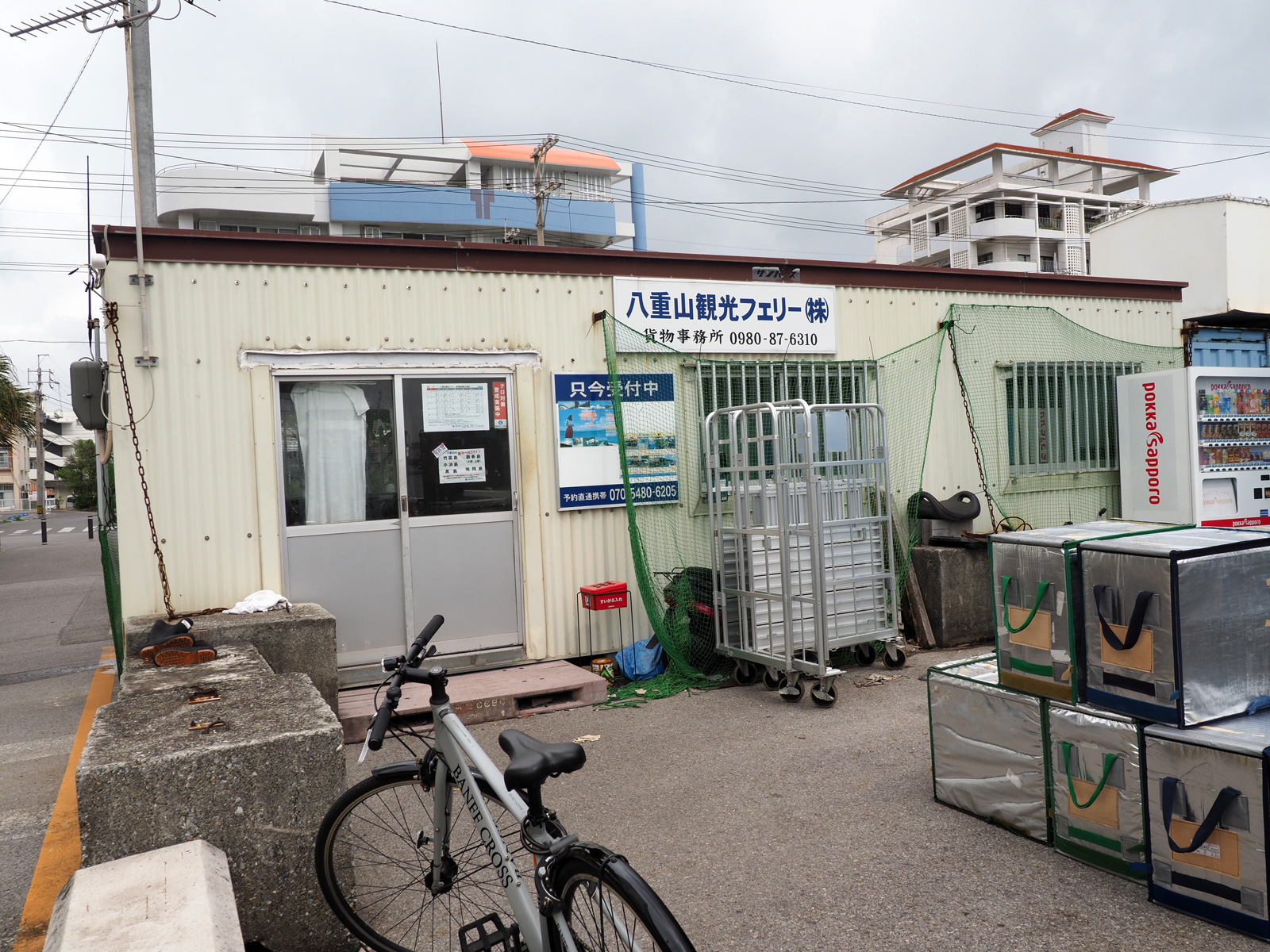
八重山観光フェリー貨物事務所
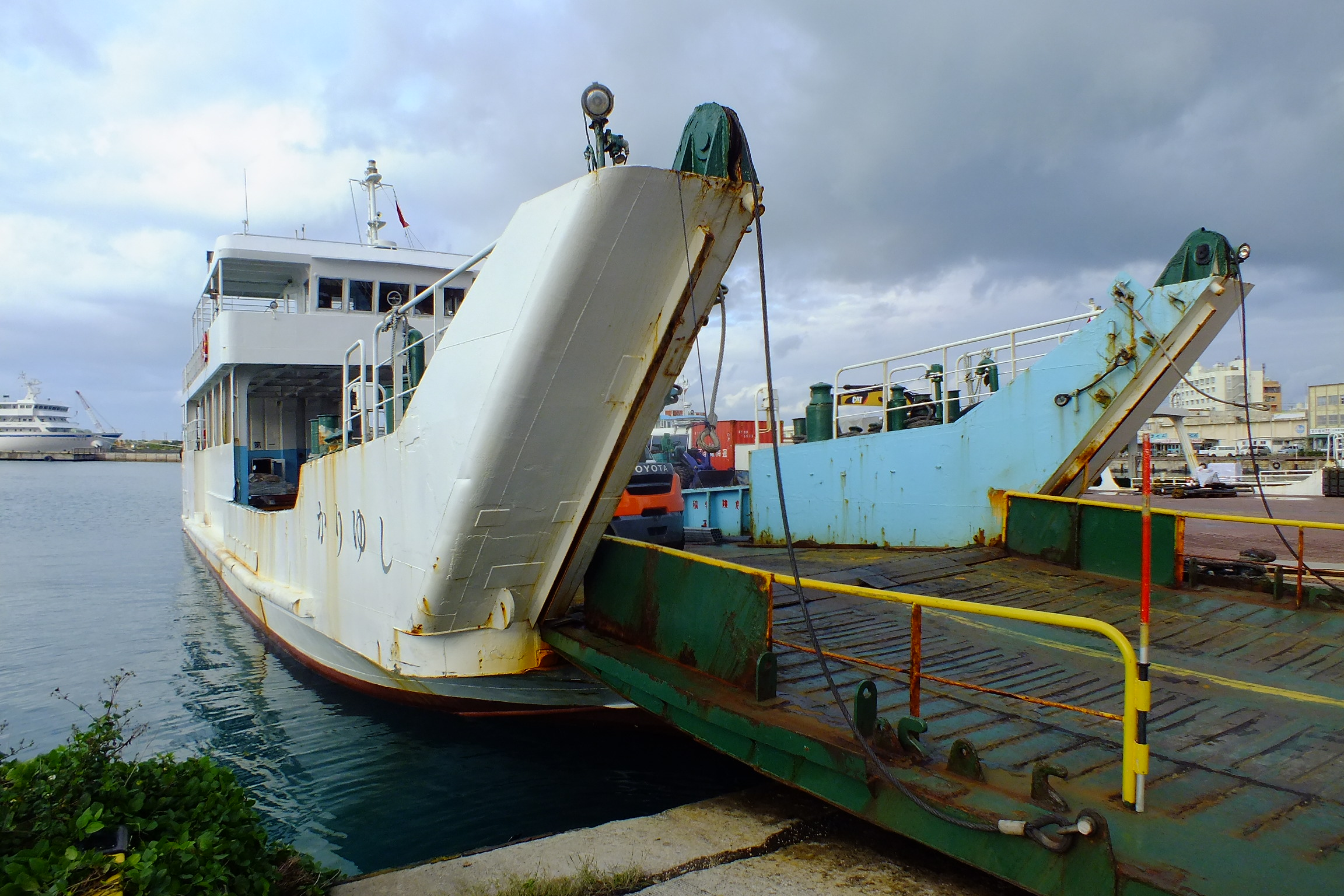
八島ふ頭に停泊する八重山観光フェリーの貨客船「かりゆし」

### 浜崎町地区
かつては長距離フェリーや大型クルーズ船が発着していたが、現在は貨物船の利用が中心である。2021年度には八島ふ頭の機能が本地区の整備される新たなフェリーバースに移転する予定である。

#### E/F岸壁・石垣港ターミナル

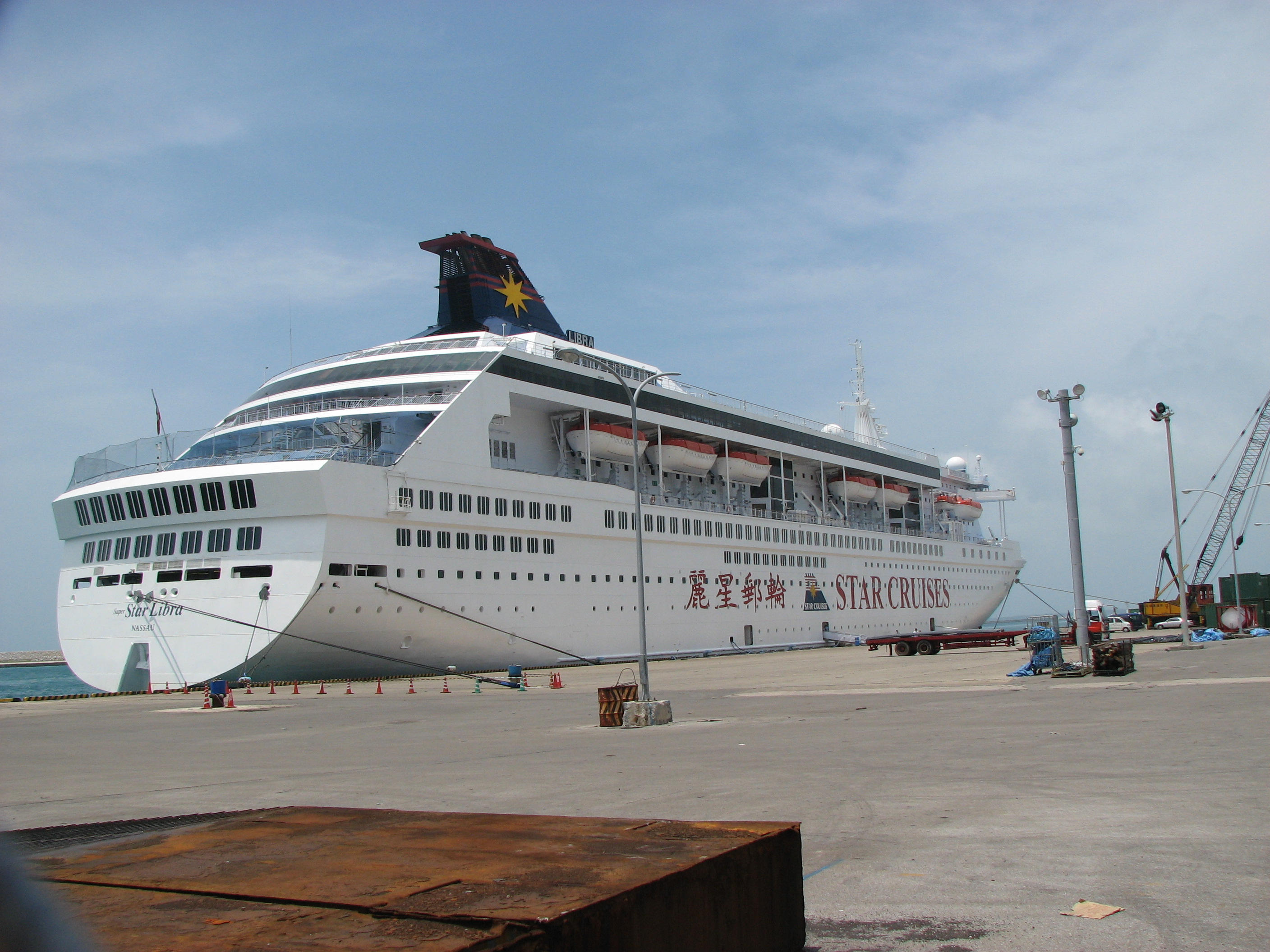
E/F岸壁に停泊中のスーパースターリブラ

E/F岸壁には、かつて石垣港と沖縄本島や本土を結ぶ長距離フェリーが発着しており、フェリー用の石垣港ターミナルが整備されている。フェリーの運休後は貨物船や大型クルーズ船用に利用されていたが、大型クルーズ船の発着は2018年（平成30年）4月21日に暫定供用された新港地区（南ぬ浜町）の専用岸壁に一元化されている。
- 有村産業（沖縄カーフェリー）「クルーズフェリー飛龍、飛龍21」（2008年6月に運航を休止）[38][39]
  - 名古屋港 → 大阪港（南港フェリーターミナル） → 那覇港 → 平良港（宮古島） → 石垣港 → 基隆港（台湾） → 那覇港 → 石垣港 → 平良港 → 那覇港 → 名古屋港[40][41][要出典]

※週1便、大阪を日曜日（土曜日深夜）に出発していた。[要出典]
  - 名古屋港 → 大阪港（南港フェリーターミナル） → 那覇港 → 平良港 → 石垣港 → 高雄港（台湾） → 那覇港 → 名古屋港[40][41][要出典]

※週1便、大阪を木曜日（水曜日深夜）に出発していた。[要出典]
- 琉球海運「わかなつ おきなわ」（2006年9月18日で旅客営業を廃止）[42][43][注 4]
  - - 那覇港 - 平良港 - 石垣港[45]

※旅客営業終了に伴い、就航船はRO-RO船に代替されている[43]。

#### 浜崎桟橋・浜崎船艇基地
海上保安庁の巡視船専用桟橋及び船艇基地。2016年3月末完成。桟橋は4バースを備える。

#### 石垣港湾合同庁舎
- 第十一管区海上保安本部石垣海上保安部[49]
- 沖縄地区税関石垣税関支所[50]
- 那覇植物防疫事務所石垣出張所[51]
- 福岡出入国在留管理局那覇支局石垣港出張所[52]

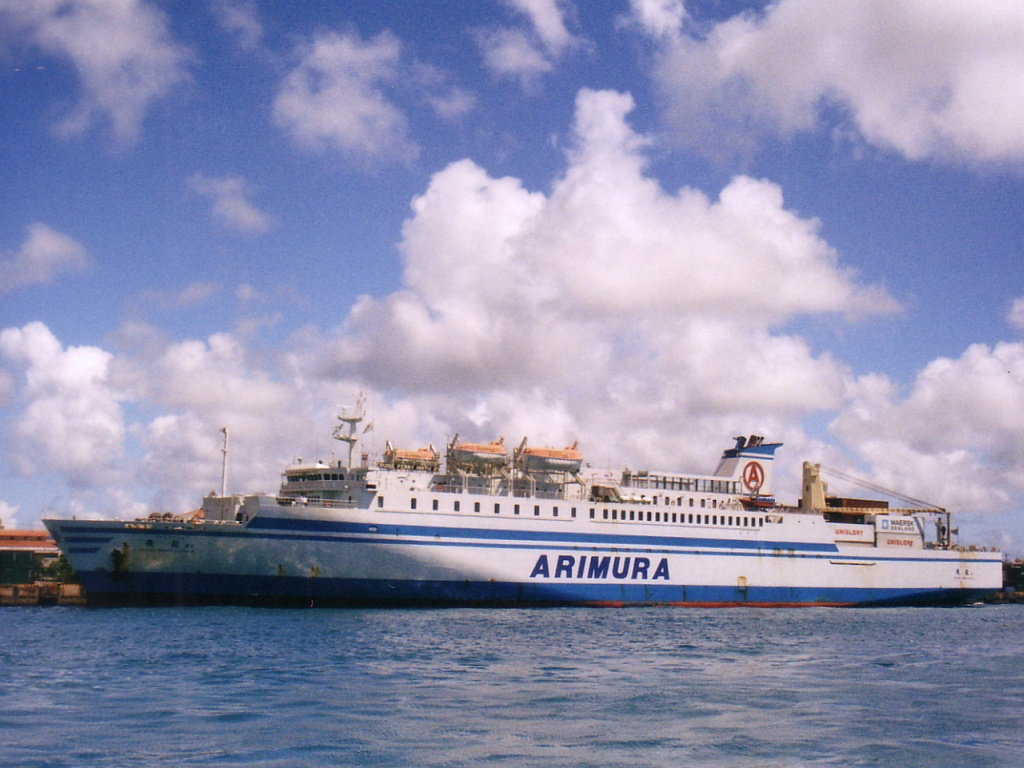
E岸壁に接岸する「クルーズフェリー飛龍21」
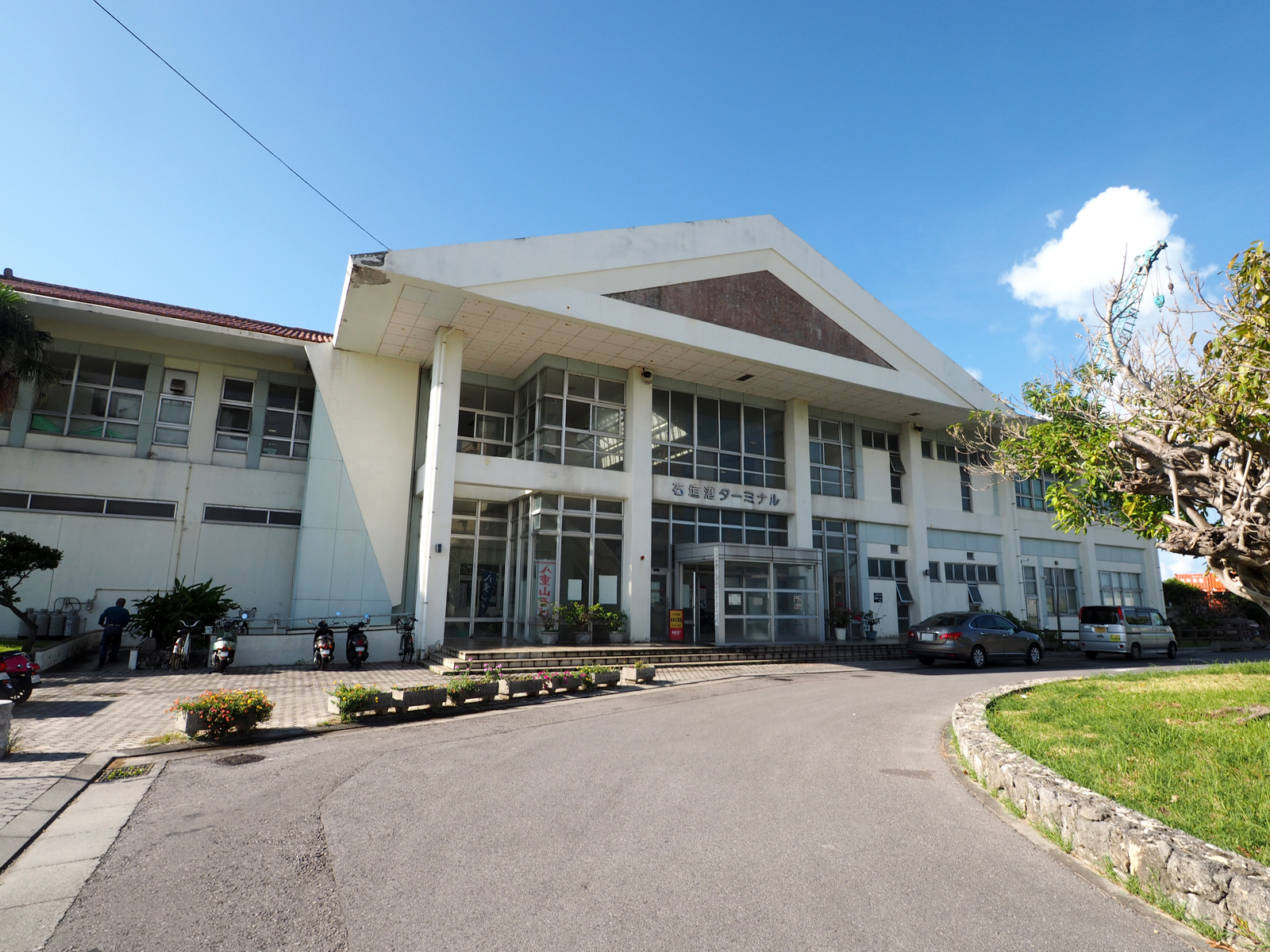
石垣港ターミナル
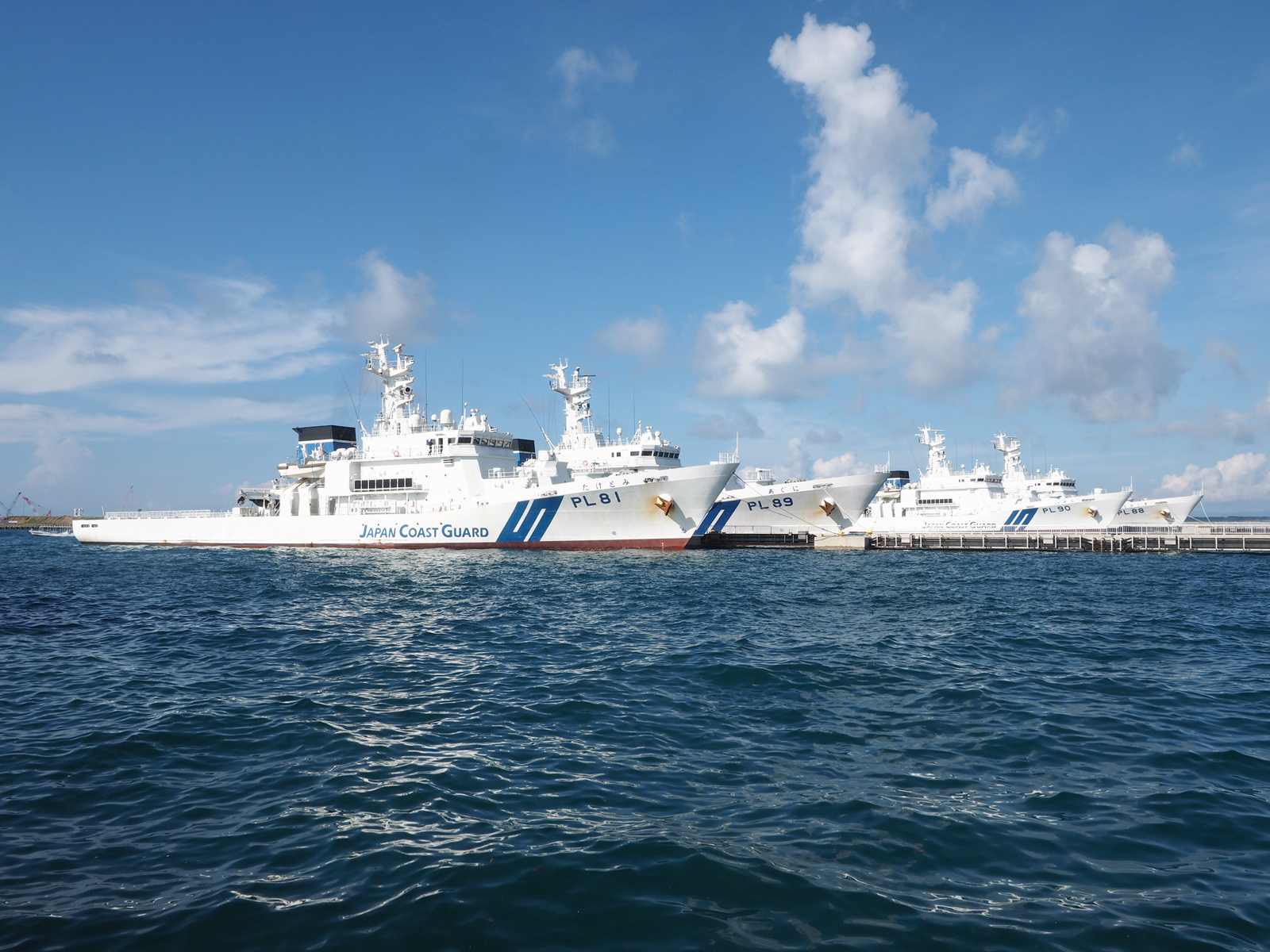
海上保安庁浜崎桟橋
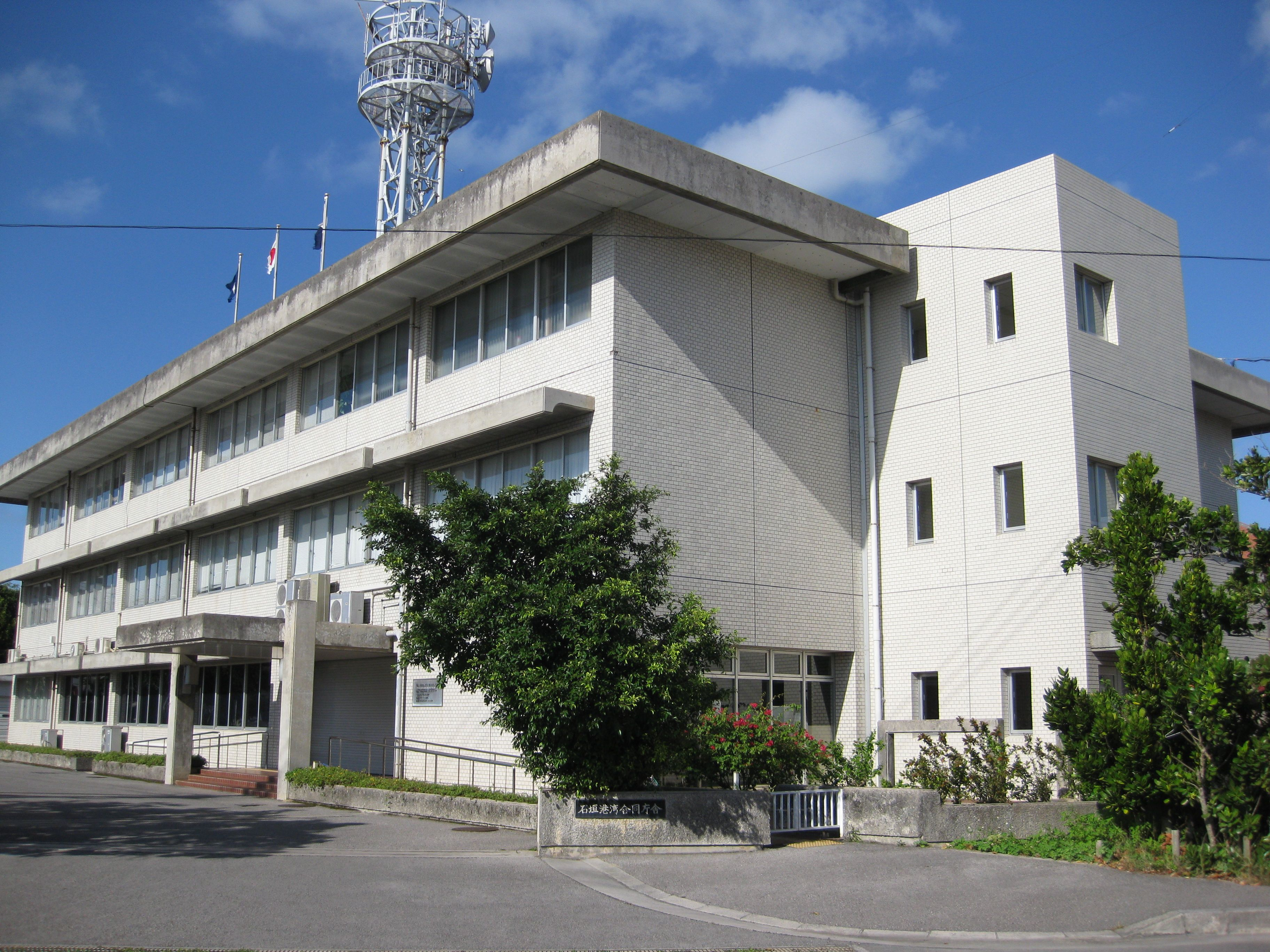
石垣港湾合同庁舎

### 新港地区

#### 大型国際旅客船ターミナル
新港地区（南ぬ浜町）では、20万トン級クルーズ船に対応可能なクルーズ船専用岸壁の整備が進められている。2018年（平成30年）4月21日には、7万トン級に対応可能な全長295m、水深9mの岸壁が暫定供用された。その後、2019年春には全長340mに延長され、2020年春には全長420m、水深10.5mの岸壁が完成する予定である。
岸壁の背後には、大型バス50台、タクシー31台、一般車両10台を収容する駐車場や、離島ターミナルとの間を運行する有料シャトルバス（片道200円）の乗り場が整備されている。